# Dom za obešanje
Dom za obešanje (srbsko Дом за вешање, Dom za vešanje) je jugoslovanski fantazijsko-kriminalno-dramski film o odraščanju iz leta 1988, ki ga je režiral Emir Kusturica in zanj napisal scenarij skupaj z Gordanom Mihićem. Posnet je v romščini in srbohrvaščini v slogu magičnega realizma v italijanski in britanski koprodukciji ter prikazuje zgodbo mladega Roma Perhana s telekinetičnimi močmi, ki ga s prevaro prepričajo v sodelovanje pri manjšem zločinu. Njegova zgodba se začne v majhni jugoslovanski vasici ob prehodu iz otroških v najstniška leta in konča v kriminalnem podzemlju Milana. Snemanje je pod vodstvom Foruma Sarajevo potekalo v Sarajevu, Skopju in Milanu. Filmsko glasbo je napisal Goran Bregović.
Film je bil premierno prikazan 21. decembra 1988 v Jugoslaviji in velja za enega najboljših filmov Kusturice. Naletel je na dobre ocene kritikov in bil izbran kot jugoslovanski kandidat za oskarja za najboljši tujejezični film, toda ni prišel v ožji izbor. Na Filmskem festivalu v Cannesu je bil Kusturica nagrajen za najboljšo režijo, film pa je bil nominiran tudi za zlato palmo. Nagrajen je bil s švedsko nagrado Guldbagge za najboljši tuji film in bil nominiran za francosko nagrado César v isti kategoriji. Davor Dujmović je bil za upodobitev Perhana nominiran za evropsko filmsko nagrado za najboljšega igralca.

## Vloge
- Davor Dujmović kot Perhan
- Bora Todorović kot Ahmed
- Ljubica Adžović kot Hatidža
- Husnija Hasimović kot Merdžan
- Sinolička Trpkova kot Azra
- Zabit Memedov kot Zabit
- Elvira Sali kot Danira
- Suada Karišik kot Džamila